# 이즈미시 (가고시마현)
이즈미시(일본어: 出水市)는 일본 가고시마현 북서부에 있는 시이다. 2006년 3월 13일에 주변의 옛 다카오노정, 노다정과 합병해 새로운 이즈미시가 되었다. 두루미 도래지로 알려져 있다.

## 지리
가고시마현 북서부에 있고 가고시마시에서 북서쪽으로 약 80km 지점에 위치해 있다. 북부는 야쓰시로해와 접하고 동부에는 야하즈가다케(矢筈岳)을 주봉우리로 하는 히사쓰산맥(肥薩山脈)이 북동쪽에 있다. 남부는 시비산(紫尾山)을 중심으로 산맥이 동서로 뻗어 있다. 시역의 대부분은 선상지이며 북중부는 고메노쓰강(米ノ津川)이 북서쪽으로 흐르다 야쓰시로해로 들어간다. 시내에는 이즈미평야가 펼쳐진다.

### 인접한 자치체
- 가고시마현
  - 아쿠네시
  - 사쓰마센다이시
  - 이사시
  - 사쓰마군 사쓰마정
- 구마모토현
  - 미나마타시

## 역사
율령제 하에서는 사쓰마국 이즈미군이었고 에도 시대에는 사쓰마번에 속했다.
- 1889년 4월 1일 - 정촌제 시행으로 현재의 이즈미시 지역에 이즈미군 가미이즈미촌·나카이즈미촌·노다촌·다카오노촌·시모이즈미촌이 성립하였다.
- 1917년 4월 1일 - 가미이즈미촌이 정으로 승격해 이즈미정이 되었다.
- 1923년 7월 1일 - 나카이즈미촌이 정으로 승격해 고메노쓰정이 되었다.
- 1924년 4월 1일 - 시모이즈미촌이 미카사촌으로 개칭하였다.
- 1932년 4월 1일 - 다카오노촌이 정으로 승격해 다카오노정이 되었다.
- 1949년 4월 1일 - 미카사촌에서 에우치촌이 분리되었다.
- 1954년 4월 1일 - 이즈미정·고메쓰노정이 대등 합병해 이즈미시가 되었다.
- 1959년 4월 1일 - 다카오노정·에우치촌이 신설 합병해 새로운 다카오노정이 되었다.
- 1975년 4월 1일 - 노다촌이 정으로 승격해 노다정이 되었다.
- 2006년 3월 13일 - 이즈미시·노다정·다카오노정이 신설 합병해 새로운 이즈미시가 되었다.

## 교통

### 철도
- 규슈 여객철도 규슈 신칸센
  - 이즈미역
- 히사쓰 오렌지 철도 히사쓰 오렌지 철도선
  - 고메노쓰역 - 이즈미역 - 니시이즈미역 - 다카오노역 - 노다고역

### 도로
- 국도 3호선
- 국도 328호선
- 국도 447호선
- 국도 504호선

## 자매 도시
- 대한민국 전라남도 순천시